# 국제 검도 연맹

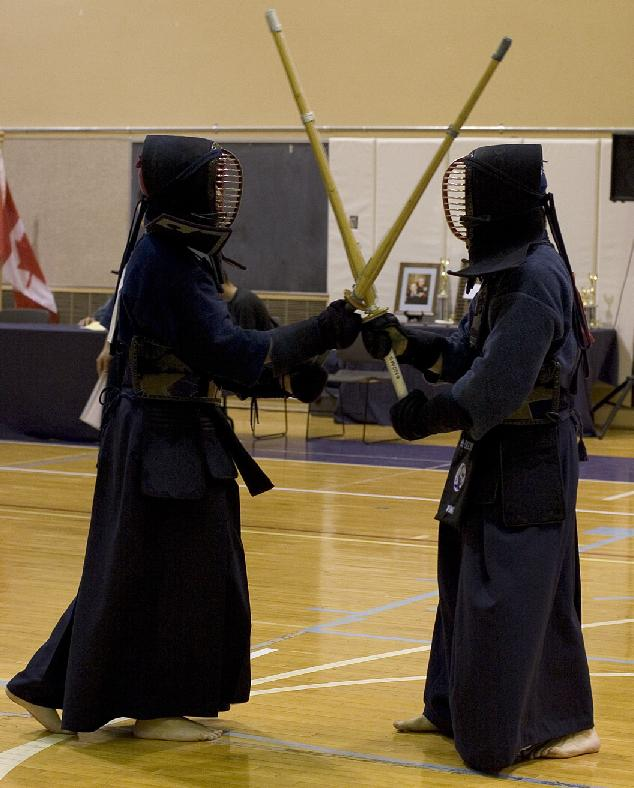

국제 검도 연맹(International Kendo Federation, FIK)은 검도, 거합도, 장도 종목을 총괄하는 국제 스포츠 행정 기구이다. 1970년에 설립되었으며, 2006년에 국제 경기 연맹 총연합회의 종목 단체로 가맹되면서 IKF라는 약자가 FIK로 바뀌었다.

## 회원국
| 국가              | 협회                            | 코드 | 대륙       | 설립   | 가맹   | 비고     |
| ----------------- | ------------------------------- | ---- | ---------- | ------ | ------ | -------- |
| 그리스            | 그리스 검도 거합도 치도 연맹    | GRE  | 유럽       |        |        |          |
| 남아프리카 공화국 | 남아프리카 공화국 검도 연맹     | RSA  | 아프리카   |        |        |          |
| 네덜란드          | 네덜란드 검도 연맹              | NED  | 유럽       |        |        |          |
| 노르웨이          | 노르웨이 무술 연맹              | NOR  | 유럽       |        |        |          |
| 뉴질랜드          | 뉴질랜드 검도 연맹              | NZL  | 오세아니아 |        |        |          |
| 대한민국          | 대한검도회                      | KOR  | 아시아     | 1948년 | 1970년 |          |
| 덴마크            | 덴마크 검도 연맹                | DEN  | 유럽       |        |        |          |
| 도미니카 공화국   | 도미니카 공화국 검도 연맹       | DOM  | 아메리카   |        |        |          |
| 독일              | 독일 검도 연맹                  | GER  | 유럽       |        |        |          |
| 라트비아          | 리트비아 검도 연맹              | LAT  | 유럽       |        |        |          |
| 러시아            | 러시아 검도 연맹                | RUS  | 유럽       |        |        |          |
| 루마니아          | 루마니아 검도 거합도 장도 연맹  | ROU  | 유럽       |        |        |          |
| 룩셈부르크        | 룩셈부르크 검도 연맹            | LUX  | 유럽       |        |        |          |
| 리투아니아        | 리투아니아 검도 협회            | LTU  | 유럽       |        |        |          |
| 마카오            | 중국 마카오 검도 협회 연맹      | MAC  | 아시아     |        |        | 준회원국 |
| 말레이시아        | 말레이시아 검도 협회            | MAS  | 아시아     |        |        |          |
| 멕시코            | 멕시코 검도 연맹                | MEX  | 아메리카   |        |        |          |
| 몬테네그로        | 몬테네그로 검도 연맹            | MNE  | 유럽       |        |        |          |
| 몰타              | 몰타 검도 연맹                  | MLT  | 유럽       |        |        |          |
| 몽골              | 몽골 검도 연맹                  | MGL  | 아시아     |        |        |          |
| 미국              | 미국 검도 연맹                  | USA  | 아메리카   |        |        |          |
| 베네수엘라        | 베네수엘라 검도 연맹            | VEN  | 아메리카   |        |        |          |
| 벨기에            | 벨기에 검도 연맹                | BEL  | 유럽       |        |        |          |
| 북마케도니아      | 마케도니아 검도 거합도 연맹     | MKD  | 유럽       |        |        |          |
| 불가리아          | 불가리아 검도 연맹              | BUL  | 유럽       |        |        |          |
| 브라질            | 브라질 검도 연맹                | BRA  | 아메리카   |        |        |          |
| 스웨덴            | 스웨덴 검도 연맹                | SWE  | 유럽       |        |        |          |
| 세르비아          | 세르비아 검도 연맹              | SRB  | 유럽       |        |        |          |
| 스위스            | 스위스 검도 거합도 연맹         | SUI  | 유럽       |        |        |          |
| 스페인            | 스페인 왕립 유도 관련 종목 연맹 | ESP  | 유럽       |        |        |          |
| 슬로베니아        | 슬로베니아 검도 연맹            | SLO  | 유럽       |        |        |          |
| 싱가포르          | 싱가포르 검도 연맹              | SGP  | 아시아     |        |        |          |
| 아루바            | 아루바 검도 연맹                | ARU  | 아메리카   |        |        | 준회원국 |
| 아르헨티나        | 아르헨티나 검도 연맹            | ARG  | 아메리카   |        |        |          |
| 아일랜드          | 아일랜드 검도 연맹              | IRL  | 유럽       |        |        |          |
| 에콰도르          | 에콰도르 검도 협회              | ECU  | 아메리카   |        |        |          |
| 영국              | 영국 검도 협회                  | GBR  | 유럽       |        |        |          |
| 오스트레일리아    | 오스트레일리아 검도 연맹        | AUS  | 오세아니아 |        |        |          |
| 오스트리아        | 오스트리아 검도 협회            | AUT  | 유럽       |        |        |          |
| 이스라엘          | 이스라엘 검도 무도 연맹         | ISR  | 유럽       |        |        |          |
| 이탈리아          | 이탈리아 검도 연맹              | ITA  | 유럽       |        |        |          |
| 인도네시아        | 인도네시아 검도 협회            | INA  | 아시아     |        |        |          |
| 일본              | 일본 검도 연맹                  | JPN  | 아시아     |        | 1970년 |          |
| 중화 타이베이     | 중화민국 검도 협회              | TPE  | 아시아     |        |        |          |
| 중화인민공화국    | 중국 검도 단체 연맹             | CHN  | 아시아     |        |        |          |
| 체코              | 체코 검도 연맹                  | CZE  | 유럽       |        |        |          |
| 칠레              | 칠레 검도 연맹                  | CHI  | 아메리카   |        |        |          |
| 캐나다            | 캐나다 검도 연맹                | CAN  | 아메리카   |        |        |          |
| 크로아티아        | 크로아티아 검도 협회            | CRO  | 유럽       |        |        |          |
| 태국              | 태국 검도 연맹                  | THA  | 아시아     |        |        |          |
| 튀니지            | 튀니지 검도 협회                | TUN  | 아프리카   |        |        |          |
| 튀르키예          | 튀르키예 검도 협회              | TUR  | 유럽       |        |        |          |
| 포르투갈          | 포르투갈 검도 협회              | POR  | 유럽       |        |        |          |
| 폴란드            | 폴란드 검도 연맹                | POL  | 유럽       |        |        |          |
| 프랑스            | 프랑스 국가 검도 위원회         | FRA  | 유럽       |        |        |          |
| 핀란드            | 핀란드 검도 연맹                | FIN  | 유럽       |        |        |          |
| 하와이            | 하와이 검도 연맹                |      | 아메리카   |        |        |          |
| 헝가리            | 헝가리 검도 연맹                | HUN  | 유럽       |        |        |          |
| 홍콩              | 홍콩 검도 협회                  | HKG  | 아시아     |        |        |          |

## 참고 문헌
- “Affiliated Organizations”. 국제 검도 연맹.
- “국제 검도 연맹”. 국제 협회 연합.
- “국제 검도 연맹”. 국제 경기 연맹 총연합회.

## 같이 보기
- 검도